# Bautista Guemes
Pour les articles homonymes, voir Güemes.

a Compétitions nationales et continentales officielles uniquement.

b Matchs officiels uniquement.
Dernière mise à jour le 1 février 2025.
Bautista Eduardo Guemes, né le 12 mai 1990 à Buenos Aires, est un joueur de rugby à XV international espagnol d'origine argentine évoluant au poste de demi d'ouverture.

## Biographie
Bautista Guemes commence en équipe première au Club Universitario de Buenos Aires (CUBA) à l'âge de 20 ans, lors de l'exercice 2010-2011. La saison suivante,en 2011-2012, il devient titulaire de l’Équipe Senior au poste d'ouvreur, à l'âge de 21 ans. Il a disputé 79 rencontres du tournoi de la URBA Top14,et marqué 885 points pour le club porteño de Villa de Mayo ainsi que 8 rencontres du Nacional de Clubes remporté en 2014, pour 71 points marqués.
En 2013, il remporte le championnat de la Urba Top14 pour la 14e fois, titre que le club n'avait remporté que 43 ans auparavant. 
L'année suivante, en 2014, il échouera en finale du même tournoi, mais remportera le convoité Nacional de Clubes. Sélectionné dans les catégories à XV et à 7 de Buenos Aires depuis 2011, il remporte la Coupe du monde des Clubs en Décembre 2014 à Londres en Angleterre, équipa avec laquelle il remporte trois éditions consécutives du Seven Nacional de Parana (2012, 2013 et 2014). 
Convoqué en 2013 et 2014 lors des concentrations nationales avec les Jaguares, Bautista Guemes rejoint le Benetton Rugby Trévise en février 2015, puis s'engage avec le Sporting Union Agen Lot-et-Garonne quelques semaines plus tard, pour les deux saisons suivantes, soit jusqu'en juin 2017,.
Après une saison à Agen où il est peu utilisé, il est libéré de son contrat et rejoint le RC Vannes, qui vient d'être promu en Pro D2. Il ne joue qu'une seule saison avec le club breton avant de rejoindre le FC Barcelone en División de Honor, dont il devient rapidement une pièce maîtresse,.
En octobre 2020, grâce à ses trois ans passés sur le territoire espagnol, il est sélectionné pour la première fois avec l'équipe d'Espagne,. Il connaît sa première sélection le 1er novembre 2020, à l'occasion d'un match contre l'équipe d'Uruguay à Montevideo.

## Études
Licencié en Administration d'entreprises (Université du Salvador - Buenos Aires) 2009-2013. Mastére en direction et gestion du sport dans la UPF Barcelona School of Managment (IDEC - Université Pompeu Fabra) 2018/2019.

## Palmarès
- Vainqueur du championnat de l'Unión de Rugby de Buenos Aires en 2013
- Finaliste du championnat de l'Unión de Rugby de Buenos Aires en 2014
- Vainqueur du Nacional de Clubes en 2014
- Vainqueur du World Cup 7's en 2014
- Vainqueur du Seven Nacional de Parana en 2012, 2013 et 2014 avec la sélection à 7 de Buenos Aires.
- Vainqueur du Championnat Sud Américain U20 en 2009 et 2010.
- MVP Finale de la Coupe du Roi d'Espagne (2018-2019)

## Sélections

### Argentine
- Jeunes :
  - Sélections de Buenos Aires Aguilas XV et à 7.
  - Sélections UAR U18 (2008), U19 (2009) et U20 (2010).
- Sénior :
  - Concentrations nationales Jaguares de la UAR en 2011, 2013 et 2014.
  - Participe au programme du Plan de Alto Rendimiento de la UAR en 2014.

### Espagne
- 3 sélections depuis 2020
- 23 points (1 essai, 4 pénalités, 3 transformations)